# Буртниеки
Бу́ртниеки (латыш. Burtnieki) — село на севере Латвии, административный центр Буртниекского края и Буртниекской волости. Расположен на южном берегу озера Буртниекс. До 1 июля 2009 года входил в состав Валмиерского района.
Расстояние до города Валмиера составляет 24 км.

## История
Первое упоминание в письменных источниках относится к 1234 году. Нынешнее поселение возникло на территории бывшего Буртниекского поместья.
В советское время населённый пункт был центром Буртниекского сельсовета Валмиерского района. В селе располагался совхоз «Буртниеки».
В селе находится здание администрации Буртниекского края, ряд магазинов, Буртниекский конный завод, овощное хозяйство, гостиница «Буртниеки», комплекс отдыха «Сага», средняя школа, детское дошкольно-образовательное учреждение, две библиотеки, аптека, докторат, почтовое отделение.

## Известные люди
В селе родился художник Петерис Балодис (1867—1919).

## Галерея

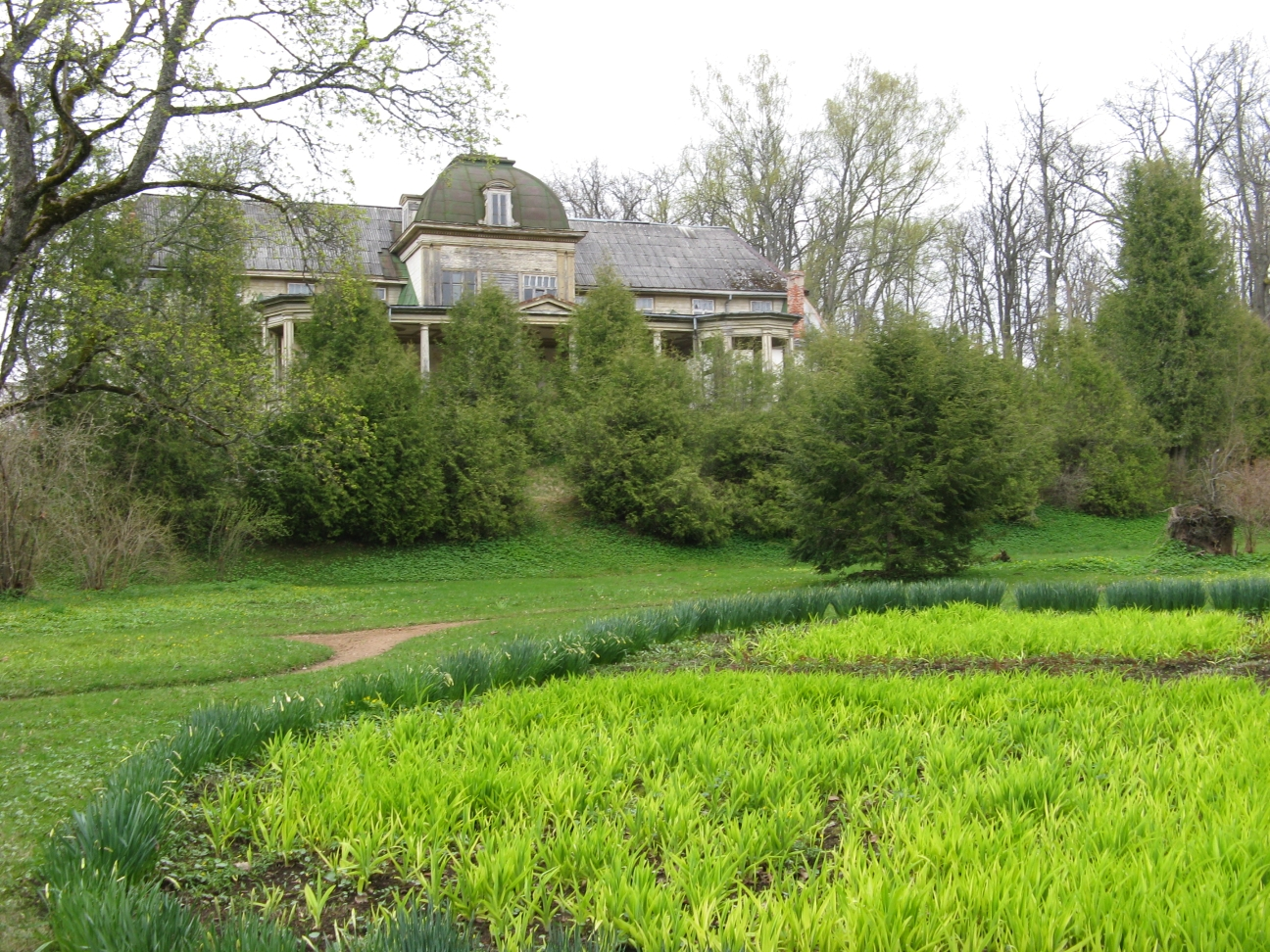
Усадьба
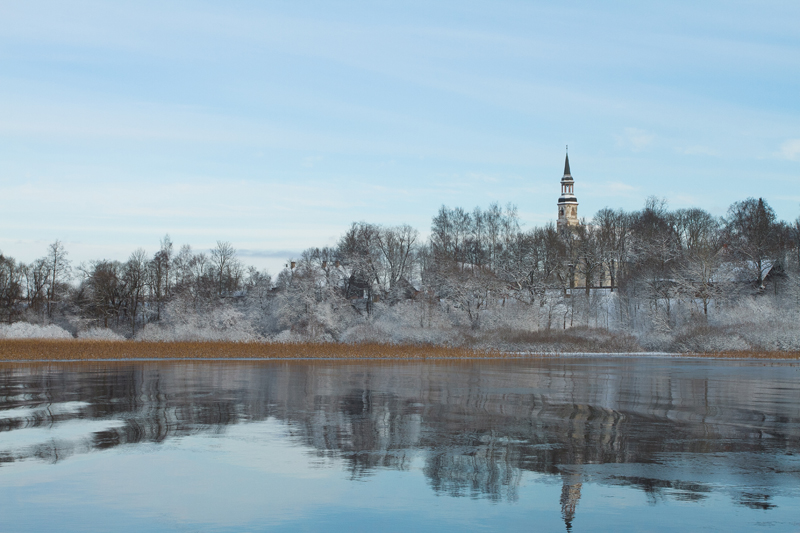
Вид с озера на церковь
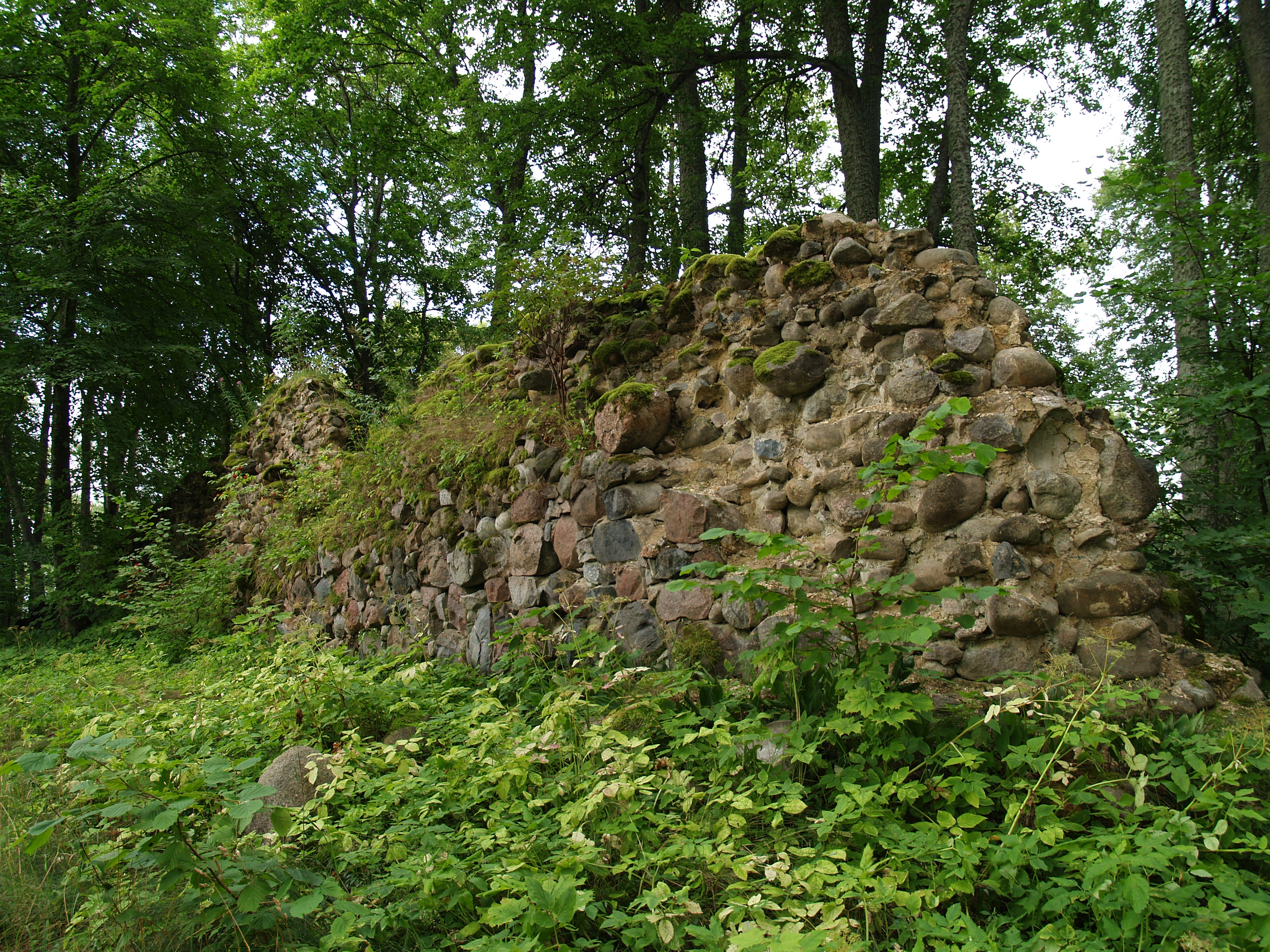
Руины замка Буртнек